# Championnat du Pérou de football 2001
Navigation
Saison précédente Saison suivante
La saison 2001 du Championnat du Pérou de football est la soixante-treizième édition du championnat de première division au Pérou. La compétition regroupe les douze meilleures équipes du pays.
La saison est scindée en deux tournois indépendants :
- Tournoi ouverture : les douze équipes sont regroupées au sein d'une poule unique où elles s'affrontent deux fois, à domicile et à l'extérieur. Le club en tête du classement se qualifie pour la finale nationale.
- Tournoi clôture : les douze équipes sont regroupés au sein d'une poule unique où elles s'affrontent deux fois, à domicile et à l'extérieur. Le club en tête du classement se qualifie pour la finale nationale, sauf s'il a déjà remporté le tournoi ouverture, auquel cas il est automatiquement sacré champion. C'est ce qui se produit cette saison.

Un classement cumulé des deux tournois permet de déterminer le club relégué et celui qui doit participer au barrage de promotion-relégation face au deuxième de Segunda División. La dernière place en Copa Libertadores est décernée au vainqueur du barrage entre les deux deuxièmes des tournois. 
C'est le club d'Alianza Lima qui remporte la compétition après avoir gagné le tournoi Ouverture puis battu le Cienciano del Cusco lors de la finale nationale. C'est le 19e titre de champion du Pérou de l'histoire du club. Cependant, la saison contrastée du club de la capitale a été sujette à débat. En effet, après avoir remporté le tournoi d'Ouverture, l'Alianza n'a terminé que 10e du classement du tournoi de Clôture, en ne remportant que 4 de leurs 22 matchs. La fédération péruvienne décide donc de modifier le règlement à partir de la saison prochaine : si un club remporte un tournoi mais n'atteint pas les quatre premières places de l'autre tournoi, il ne pourra pas disputer la finale pour le titre.

## Les clubs participants
| - Alianza Lima - Sport Boys - Cienciano del Cusco - Universitario de Deportes - Unión Minas - Estudiantes de Medicina - Promu de Segunda División | - Alianza Atlético - FBC Melgar - Sporting Cristal - Sport Coopsol Trujillo - Deportivo Wanka - Juan Aurich |

## Compétition
Le barème utilisé pour établir les différents classements est le suivant :
- Victoire : 3 points
- Match nul : 1 point
- Défaite, forfait ou abandon : 0 point

### Tournoi Ouverture
| Rang | Équipe                     | Pts | J  | G  | N | P  | Bp | Bc | Diff |
| ---- | -------------------------- | --- | -- | -- | - | -- | -- | -- | ---- |
| 1    | Sporting Cristal           | 46  | 22 | 13 | 7 | 2  | 46 | 18 | +28  |
| 2    | Alianza Lima               | 46  | 22 | 13 | 7 | 2  | 42 | 19 | +23  |
| 3    | FBC Melgar                 | 35  | 22 | 10 | 5 | 7  | 45 | 30 | +15  |
| 4    | Cienciano del Cusco        | 35  | 22 | 11 | 2 | 9  | 43 | 28 | +15  |
| 5    | Sport Boys                 | 31  | 22 | 9  | 4 | 9  | 36 | 40 | -4   |
| 6    | Juan Aurich                | 30  | 22 | 9  | 3 | 10 | 24 | 39 | -15  |
| 7    | Alianza Atlético           | 30  | 22 | 9  | 3 | 10 | 24 | 39 | -15  |
| 8    | Universitario de DeportesT | 29  | 22 | 8  | 5 | 9  | 29 | 30 | -1   |
| 9    | Sport Coopsol Trujillo     | 25  | 22 | 7  | 4 | 11 | 38 | 48 | -10  |
| 10   | Unión Minas                | 23  | 22 | 7  | 2 | 13 | 30 | 39 | -9   |
| 11   | Estudiantes de MedicinaP   | 20  | 22 | 5  | 5 | 12 | 25 | 53 | -28  |
| 12   | Deportivo Wanka            | 18  | 22 | 4  | 6 | 12 | 27 | 36 | -9   |

|  | Participation au match de barrage                 |
|  | T : Tenant du titre P : Promu de Segunda División |

Match de barrage :
| Équipe 1     | Résultat | Équipe 2         |
| ------------ | -------- | ---------------- |
| Alianza Lima | 2 - 1    | Sporting Cristal |

- Alianza Lima remporte le tournoi et se qualifie pour la Copa Libertadores 2002. Il assure également sa place en finale nationale. Le Sporting Cristal obtient quant à lui son billet pour le barrage pré-Libertadores.

### Tournoi Clôture
| Rang | Équipe                     | Pts | J  | G  | N | P  | Bp | Bc | Diff |
| ---- | -------------------------- | --- | -- | -- | - | -- | -- | -- | ---- |
| 1    | Cienciano del Cusco        | 45  | 22 | 14 | 3 | 5  | 39 | 30 | +9   |
| 2    | Estudiantes de MedicinaP   | 45  | 22 | 14 | 3 | 5  | 35 | 26 | +9   |
| 3    | Sporting Cristal           | 44  | 22 | 14 | 2 | 6  | 44 | 25 | +19  |
| 4    | Alianza Atlético           | 36  | 22 | 11 | 3 | 8  | 25 | 24 | +1   |
| 5    | Sport Boys                 | 32  | 22 | 9  | 5 | 8  | 29 | 31 | -2   |
| 6    | Universitario de DeportesT | 31  | 22 | 8  | 7 | 7  | 29 | 24 | +5   |
| 7    | Deportivo Wanka            | 28  | 22 | 8  | 4 | 10 | 22 | 27 | -5   |
| 8    | FBC Melgar                 | 26  | 22 | 8  | 2 | 12 | 30 | 31 | -1   |
| 9    | Sport Coopsol Trujillo     | 25  | 22 | 6  | 7 | 9  | 35 | 35 | 0    |
| 10   | Alianza Lima               | 21  | 22 | 4  | 9 | 9  | 25 | 28 | -3   |
| 11   | Unión Minas                | 20  | 22 | 5  | 5 | 12 | 27 | 42 | -15  |
| 12   | Juan Aurich                | 15  | 22 | 3  | 6 | 13 | 22 | 39 | -17  |

|  | Participation au match de barrage                 |
|  | T : Tenant du titre P : Promu de Segunda División |

Match de barrage :
| Équipe 1            | Résultat | Équipe 2                |
| ------------------- | -------- | ----------------------- |
| Cienciano del Cusco | 1 - 0    | Estudiantes de Medicina |

- Cienciano del Cusco remporte le tournoi et se qualifie pour la Copa Libertadores 2002. Il assure également sa place en finale nationale. Estudiantes de Medicina obtient quant à lui son billet pour le barrage pré-Libertadores.

### Classement cumulé
| Rang | Équipe                     | Pts | J  | G  | N  | P  | Bp | Bc | Diff |
| ---- | -------------------------- | --- | -- | -- | -- | -- | -- | -- | ---- |
| 1    | Sporting Cristal           | 90  | 44 | 27 | 9  | 8  | 90 | 43 | +47  |
| 2    | Cienciano del CuscoClo     | 80  | 44 | 25 | 5  | 14 | 82 | 58 | +24  |
| 3    | Alianza LimaOuv            | 67  | 44 | 17 | 16 | 11 | 67 | 47 | +20  |
| 4    | Alianza Atlético           | 63  | 44 | 20 | 6  | 18 | 49 | 63 | -14  |
| 5    | Estudiantes de Medicina P  | 65  | 44 | 19 | 8  | 17 | 60 | 79 | -19  |
| 6    | Sport Boys                 | 63  | 44 | 18 | 9  | 17 | 65 | 71 | -6   |
| 7    | FBC Melgar                 | 61  | 44 | 18 | 7  | 19 | 75 | 61 | +14  |
| 8    | Universitario de DeportesT | 60  | 44 | 16 | 12 | 16 | 58 | 54 | +4   |
| 9    | Sport Coopsol Trujillo     | 50  | 44 | 13 | 11 | 20 | 73 | 83 | -10  |
| 10   | Deportivo Wanka            | 46  | 44 | 12 | 10 | 22 | 49 | 63 | -14  |
| 11   | Juan Aurich                | 46  | 44 | 12 | 10 | 22 | 56 | 78 | -22  |
| 12   | Unión Minas                | 43  | 44 | 12 | 7  | 25 | 57 | 81 | -24  |

|  | Qualification pour la Copa Libertadores 2002 (vainqueur d'un tournoi) |
|  | Participation au barrage pré-Libertadores (2e d'un tournoi)           |
|  | Participation au barrage de relégation                                |
|  | Relégation en Segunda División                                        |
|  | T : Tenant du titre P : Promu de Segunda División                     |

### Barrage de relégation
| Équipe 1    | Résultat | Équipe 2        |
| ----------- | -------- | --------------- |
| Juan Aurich | 2 - 1 ap | Deportivo Wanka |

- Deportivo Wanka doit disputer le barrage de promotion-relégation.

### Barrage de promotion-relégation
| Équipe 1        | Résultat | Équipe 2          |
| --------------- | -------- | ----------------- |
| Deportivo Wanka | 1 - 0 ap | (D2) Alcides Vigo |

- Les deux clubs se maintiennent dans leur championnat respectif.

### Barrage pré-Libertadores
| Équipe 1                | Résultat | Équipe 2         | Aller | Retour |
| ----------------------- | -------- | ---------------- | ----- | ------ |
| Estudiantes de Medicina | 4 - 6    | Sporting Cristal | 4 - 3 | 0 - 3  |

### Match pour le titre
| Équipe 1     | Résultat      | Équipe 2            | Aller | Retour |
| ------------ | ------------- | ------------------- | ----- | ------ |
| Alianza Lima | 3 - 3 4-2 tab | Cienciano del Cusco | 3 - 2 | 0 - 1  |

## Bilan de la saison
| Championnat du Pérou de football 2001 |                          |
| Champion                              | Alianza Lima (19e titre) |
| Qualifications continentales          |                          |
| Copa Libertadores 2002                | Alianza Lima             |
| Copa Libertadores 2002                | Cienciano del Cusco      |
| Copa Libertadores 2002                | Sporting Cristal         |
| Promotions et relégations             |                          |
| Promus en Primera División            | Coronel Bolognesi        |
| Relégués en Segunda División          | Unión Minas              |